# Krzysztof Soliński

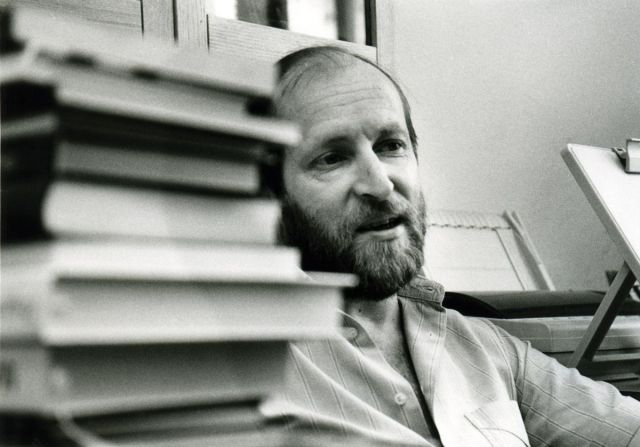
Krzysztof Soliński, 1999

Krzysztof Soliński (ur. 22 września 1950 w Bydgoszczy, zm. 27 grudnia 2006 tamże) – polski poeta, prozaik i wydawca, animator ruchu fajczarskiego.

## Życiorys
Urodził się 22 września 1950 w Bydgoszczy w rodzinie prawników Tadeusza Solińskiego i Barbary z domu Chwastek. Absolwent bydgoskiej WSP, Uniwersytetu Warszawskiego i UMK w Toruniu. Poeta, pisarz i wydawca. Inicjator innowacyjnych form prezentacji literatury i poezji. W latach 70. zajmował się poezją konkretną i wizualną. W 1975 r. założył grupę faktu poetyckiego Parkan.
Pracował w Miejskiej Poradni Metodyki Pracy Kulturalno-Oświatowej przy Wydziale Kultury i Sztuki Urzędu Miejskiego w Bydgoszczy. W latach 1980–82 związany był z Kujawsko-Pomorskim Towarzystwem Kulturalnym w dziale wydawniczym. W 1982 r. z Wydawnictwem „Pomorze” i Redakcją Wydawnictw Pozaprasowych, studiował jednocześnie dziennikarstwo i edytorstwo w Warszawie. Po opublikowaniu zbioru opowiadań „Nauka jazdy” rozstał się z zespołem „Pomorza”. Następnie przeszedł do Akademii Medycznej, gdzie był specjalistą do spraw wydawniczych. Oficyną ta kierował też w latach 1990-95 r., wydając Joyce’a, Prousta, Ginsberga i Huxleya. W 1995 r. związał się z Wojewódzką i Miejską Biblioteką Publiczną, gdzie do 2006 r. pracował na stanowisku kierownika filii dla dorosłych na bydgoskich Wyżynach.
W latach 1972–1994 swoje prace prezentował w kraju i zagranicą na wystawach poetyckich form wizualnych. Poezję konkretną publikował w wielu almanachach krajowych i zagranicznych. Prezentacja jego poezji odbywała się m.in. w bydgoskim niezależnym centrum kultury - Galerii Autorskiej. Brat grafika, malarza i publicysty Jacka Solińskiego.
Wieloletni członek Pipe Club Bydgoszcz, uczestnik większości  krajowych i wielu zagranicznych mistrzostw w paleniu fajki. Propagator fajczarstwa oraz fajek z różnych rodzajów drewna - innych niż wrzosiec. Autor projektu fajki bukowej – wykonanej przez mistrza Henryka Worobca. Kolekcjoner fajek niewrzoścowych – jego kolekcję można obejrzeć w Muzeum w Sulęcinie. Wydawca książek o fajce, w tym książki Zbigniewa Turka „Fajka mniej szkodzi”.

## Publikacje
Ukazały się jego następujące książki literackie: 
- Krople (1973)
- Kałuża w szczękach (Jan Kaja, Jacek Soliński, 1973)
- Obszar ograniczony (1976)
- Symbole znaczeń. Wybór zagadnień (1977)
- Sen pod powieką języka (1978)
- Oko dnia - - membrana nocy (1978)
- Poezja konkretna (1979)
- Jak owad w piasku słów (1980)
- Komora celna mowy (1980)
- Tylko (Kujawsko-Pomorskie Towarzystwo Kulturalne, 1984)
- Mimo wszystko (Wydawnictwo Morskie, 1984)
- Atebe (Wydawnictwo Łódzkie, 1989)
- Albo (Kujawsko-Pomorskie Towarzystwo Kulturalne, 1992)
- O kilku niewrzoścowych worobowcówkach (2000)
- Jeżeli (Galeria Autorska, 2007)
- aż po kroki słów (Galeria Autorska, 2008)